# Pluripartidism

Reprezentarea grafică a componenței inițiale a Senatului României ales în anul 2024 (în urma alegerilor parlamentare din decembrie 2024) demonstrează sistemul pluripartid al României.

Pluripartidismul, numit uneori și multipartidism, este caracteristica unui regim politic în care libertatea de asociere permite la mai mult de două partide să participe la dezbaterile politice și la alegeri. Acesta este unul dintre fundamentele democrației reprezentative.         
Pluripartidismul este coexistența mai multor partide într-un sistem politic.
Sistemul pluripartid este un sistem în care mai multe partide politice din tot spectrul politic pot candida la alegerile naționale și toate au posibilitatea de a câștiga ministere separat sau în coaliție.
Pluripartidismul implică acceptarea de către autorități a sensibilităților politice care le sunt străine și critice. Este o garanție pentru cetățean că poate controla acțiunile statului, cu presă liberă, dar și să poată interveni liber pe scena politică. 